# つんくタウン
『つんくタウン』は、フジテレビ系列で1999年10月14日から2002年3月28日まで放送されていたバラエティ番組。毎週木曜日 1:20 - 1:50（水曜深夜、JST）に放送されていた。つんく♂の冠番組。

## 概要
日本の映画界に革命を起こそうと、従来にない切り口で次々と新しい映画を生み出す深夜のアカデミックなバラエティ番組。
司会は音楽プロデューサーを中心にマルチな活躍を続けるつんく♂が務める。
レギュラー出演者は佐藤里佳アナ、人気構成作家の都築浩と鈴木おさむ。毎回この4人が小さなスタジオで、まるで本当の企画打ち合わせのように、いろいろなアイデアを出したり、検討したりして、時には脱線してお笑いしたり、そうした中からこれまでにユニークな映画が世に送り出されていった。
主に低予算映画製作と海外映画の吹き替えを行っており、製作した映画は「つんくタウンFILMS」名義で配給を行っていた。

## 出演者

### MC
- つんく♂

### レギュラー
- 佐藤里佳（フジテレビアナウンサー）
- 都築浩
- 鈴木おさむ

## 企画

### 1丁目企画

#### まぐろのしっぽ
劇場公開日：2000年4月22日
日大芸術学部の学生と元学生が監督や脚本を担当している。
出演
- 梶原涼汰 - 斉藤陽一郎
- 梶原響 - 藤谷文子
- 浦木コウジ - 高島郷
- 菊池彗子 - 石堂夏央
- 上野巌造 - 中村育二
- 梶原美緒 - 高橋理奈
- 島田キク - 十勝花子
- 八代将幸 - 濱口優
- 石田小吉 - 加藤晴彦
- 坂元高志 - 矢部浩之
- 坂元の友人 - 鈴木おさむ、都築浩
- 前田慶一 - 古宮基成
- 運転手 - 大西耕治
- 船員 - 塩沢有希
- 梶原那緒 - 紺野実優

スタッフ
- 監督：渡辺聡
- 脚本・企画：小林正和
- プロデューサー：林瑞樹
- 音楽：滋野雅道
- 撮影：新井達巳、内田じゅん、社城貴志

### 2丁目企画

#### GO-CON!
劇場公開日：2000年6月1日
- 出演：内山理名、高橋克典、篠原涼子、いかりや長介 ほか
- 監督：新谷暢之

### 3丁目企画

#### 生地獄
劇場公開日：2000年6月1日
出演
- 康人 - 本田博仁
- 千代 - 白石嘉子
- ユキ - 森直子
- 蔵人 - 諏訪部仁
- 賢矢 - 矢代和央
- 真美 - 留美
- 光武 - 藤井秀剛
- 先生 - 野崎海太郎
- 教授 - 三谷昇
- 川合警部補 - 平泉成

スタッフ
- 監督・脚本・編集：藤井秀剛
- スタッフプロデューサー：藤倉博、元川益暢
- スタッフ撮影：奥原一男
- 撮影協力：加藤雄大
- 音楽：田淵浩司
- 美術：関岡浩司、関岡麻由巳
- 特殊メイク：チームY

#### LOVE/JUICE
劇場公開日：2000年6月1日
- 出演：奥野ミカ、藤村ちか、西島秀俊、永澤俊矢、田中要次　ほか
- 監督：新藤風

### 4丁目企画
海外映画の配給・吹き替え

#### レズパラ
DVD発売日（日本）：2001年9月7日
- 日本語吹き替え：モーニング娘。（矢口真里、加護亜依）、稲葉貴子、ジェームス小野田　ほか

#### トリップ
DVD発売日（日本）：2001年9月7日
- 日本語吹き替え：SILVA、山口智充、まこと、富永美樹

日本語版スタッフ
- 製作総指揮：つんく♂
- 企画：タカハタ秀太
- 脚色：都築浩（つんくタウン）
- 演出：市来満
- 翻訳：日笠千晶
- 制作：ニュージャパンフィルム（つんくタウンFILMSプレゼンツ）

### 6丁目企画

#### 東京★ざんすっ
劇場公開日：2001年2月10日
- 製作総指揮・音楽監督：つんく♂
- 監督：松尾貴史、野沢直子、ケリー・チャン、山岸伸、日比野克彦、陣内孝則、飯田かずな

### 8丁目企画

#### マネーざんす
劇場公開日：
- 製作総指揮：つんく♂
- 監督：天野ひろゆき、勝村政信、野沢直子、藤井秀剛、とよた真帆、飯田かずな

### 9丁目企画
マイタウンデジタルシネマ企画（全国巡回上演）

#### ナマタマゴ
劇場公開日：2001年
出演
- モーニング娘。（後藤真希、飯田圭織、矢口真里、辻希美）
- 風間トオル
- 仲本工事
- おかやまはじめ
- 平尾良樹
- 矢沢心
- ホームチーム
- 山下容莉枝
- 宮崎優子
- 梅宮万紗子
- 神木隆之介
- 井上浩
- 市川由衣
- 井上倫宏
- 田口萌
- 原田裕子
- 大村美樹
- 井坂美生
- 菊田由美子
- 海島雪

スタッフ
- 監督：久保田哲史（フジテレビ）
- 脚本：いずみ吉紘
- 音楽：辻陽
- 撮影：中島浩司
- プロデュース：栗原美和子（フジテレビ）
- 制作総指揮：つんく♂
- 企画：山﨑直樹（アップフロントエージェンシー）

#### とっかえっ娘。
劇場公開日：2002年
出演
- チャーミー - 石川梨華
- ヨッシィー  - 吉澤ひとみ
- 金持ちママ、貧乏母ちゃん - 安倍なつみ
- けいこさん、ニュースキャスター - 保田圭
- 魔法使いアイボン - 加護亜依
- 四姉妹 - 高橋愛、紺野あさ美、小川麻琴、新垣里沙
- カントリー娘。（りんね・あさみ・里田まい）
- まこと
- 2丁拳銃
- オナペッツ
- つぶやきシロー
- ブラザー・トム

スタッフ
- 監督・脚本：河谷英夫
- 制作：つんくタウンFILMS
- 製作総指揮：つんく
- ディレクター：久保田哲史

### その他

#### おさむ大作戦
劇場公開日：2000年4月22日
映画「まぐろのしっぽ」の製作過程をスタッフの日記で追ったドキュメンタリー映画作品。
スタッフ
- 監督：永澤こうや
- プロデューサー総指揮・ナレーション：鈴木おさむ
- プロデューサー：富田健一
- 撮影：中村純
- 音楽：ハリードール
- SE：矢部公英

#### 夢時計 メトロノーム
劇場公開日：2002年
- 出演者：山崎裕太[1]

## スタッフ
- 演出：タカハタ秀太
- 構成：都築浩、鈴木おさむ、金森直哉
- 技術：池田屋、NTTメディアラボ
- 制作：フジテレビ、イザワオフィス